# Sh-h-h-h-h-h
Sh-h-h-h-h-h este un film de animație american din 1955, regizat de Tex Avery.